# Алихмаев, Гаджимурад Алихмаевич
Гаджимурад Алихмаевич Алихмаев (14 сентября 1993, Хасавюрт, Дагестан, Россия) — российский борец вольного стиля. Призёр чемпионата России.

## Спортивная карьера
Является уроженцем Хасавюрта. Воспитанник школы имени Шамиля Умаханова, где тренировался у Абдурахмана Мирзаева. В октябре 2017 года стал вторым на международном турнире в Ботлихе, проиграв  в финале Якубу Шихджамалову. В октябре 2019 года стал бронзовым призёром данного турнира. В октябре 2020 года стал серебряным призёром чемпионата России, проиграв в финале Ахмеду Усманову.

## Спортивные результаты
- Межконтинентальный Кубок 2019 — ;
- Чемпионат России по вольной борьбе 2020 — ;
- Всероссийская спартакиада 2022 — ;
- Международный турнир по вольной борьбе памяти Ивана Ярыгина 2023 — ;
- Чемпионат России по вольной борьбе 2023 — ;